# 叶夫普拉克西诺村委员会
叶夫普拉克西诺村委员会（俄语：Евпраксинский сельсовет）是俄罗斯联邦阿斯特拉罕州普里沃尔日耶区所属的一个村委员会。其下辖有3个居民点，行政中心为叶夫普拉克西诺。据2015年统计，该村委员会的人口为2586人。